# Eda Özerkan
Eda Özerkan, née le 11 mars 1984 à Adana, est une mannequin et actrice turque.

## Biographie
Eda Özerkan est née le 11 mars 1984 à Adana.
Elle fait partie de l'équipe de célébrités dans Survivor, diffusée sur Star TV en mars 2014.
Elle est éliminée lors de la 17e journée de compétition, avec 6 voix.

## Filmographie

### Au cinéma
- 2007 : Pars: Kiraz Operasyonu : Füsun
- 2008 : Girdap : Zeynep
- 2023 : Sırrını Biliyorum

### À la télévision
- 2005 : Cennet Mahallesi : Cansel (1 épisode)
- 2008-2009 : Aşk-ı Memnu : Elif (50 épisodes)
- 2008 : Mordkommission Istanbul : Nur
- 2009 : Disko Kralı : Lui-même
- 2009-2010 : Adanalı : Nazlı Karabağ (21 épisodes)
- 2012 : Firar : Elif (18 épisodes)
- 2014 : Survivor Ünlüler - Gönüllüler : Lui-même
- 2014-2016 : Kertenkele : Selin (49 épisodes)
- 2023 : Bir Küçük Gün Işığı : Feraye